# Meio ambiente e saúde pública na República Popular da China
Uma das sérias consequências negativas da rápida expansão industrial da China durante a década de 1980 foi o aumento da poluição e da degradação dos recursos naturais. Problemas como a erosão do solo, a desertificação e a queda contínua da disponibilidade de água potável, especialmente no norte do país, representam uma grande ameaça ao desenvolvimento sustentável da China. Apesar da China ter aprovado uma legislação ambiental e de ter participado em algumas convenções internacionais antipoluição, a própria poluição na China ainda representa um sério risco atualmente e num futuro próximo.
Um relatório da Organização Mundial da Saúde, em 1998, sobre a qualidade do ar em 272 cidades no mundo concluiu que sete das dez cidades mais poluídas do mundo estão na China. De acordo com estatísticas próprias, o governo da China concluiu que dois terços das 338 cidades que tinham dados disponíveis estavam poluídas; dois terços das cidades poluídas estavam em níveis moderados ou ruins de poluição. As doenças respiratórias e cardíacas são as principais causas da morte na China.
Quase todos os rios da China estão poluídos de alguma forma, e metade da população não tem acesso pleno à água limpa. 90% dos rios urbanos da China estão seriamente poluídos. A escassez de água na China é uma séria questão nacional, podendo afetar de forma significativa a economia do país. A escassez de água no Norte da China é uma séria ameaça ao crescimento do desenvolvimento sustentável e o governo se viu forçado a realizar um plano de grande escala de desvio de água do rio Yangtzé para as cidades do norte e do nordeste da China, incluindo Pequim e Tianjin. 30% do território chinês é afetado por chuva ácida. Vários estudos estimam que a poluição afeta a economia chinesa em cerca de 7 a 10% do PIB chinês por ano. Um relatório do banco Mundial de 2005 declara que mais de 300 milhões de pessoas nas regiões rurais da China não tem acesso à água potável e quase 800 milhões de pessoas não viram melhorias no saneamento básico e na higiene pessoal nos últimos anos.
Os líderes chineses têm dado mais atenção aos sérios problemas ambientais do país. O líder da Agência Nacional de Proteção Ambiental da China disse em 1991 que a proteção ambiental era uma das políticas básicas da China, e também disse que a proteção ambiental deve ser coordenada juntamente com o crescimento econômico. De acordo com a Agência Nacional de Proteção Ambiental da China, foram gastos 3,2 bilhões de dólares na prevenção da poluição e na reabilitação ambiental entre 1981 e 1985, 8,8 bilhões entre 1986 e 1990 e cerca de 15 bilhões durante o oitavo plano econômico de cinco anos, entre 1991 e 1995.
A China tem buscado conter o aumento da poluição industrial, grandemente através de procedimentos administrativos e de iniciativas para aumentar a consciência pública. Foi escolhido como meta a limpeza do delta do rio das Pérolas, uma região altamente industrializada na província de Guangdong que estava altamente poluída. As autoridades esperaram que as novas estações de tratamento de águas residuais para as cidades do delta do rio das Pérolas poderiam permitir o aumento da população de peixes para consumo humano no ano 2000. Uma iniciativa de proteção industrial por parte das indústrias também surgiu. Porém, em certas regiões da China, a poluição já é considerada um dos custos associados ao desenvolvimento econômico.
A questão sobre os impactos ambientais causados pela construção da barragem das Três Gargantas gerou muita controvérsia entre os ambientalistas de dentro e fora da China. Críticos dizem que a erosão e o assoreamento do rio Yangtzé está ameaçando animais ameaçados de extinção, enquanto que as autoridades dizem que a construção irá prevenir o ocorrência de enchentes avalassadoras, além de gerar energia elétrica limpa, que irá diminuir a dependência da região do carvão mineral, e portanto, diminuir a poluição do ar.
Em março de 1998, a Agência Nacional de Proteção Ambiental foi promovida para nível de agência ministerial, e foi renomeada para a Administração Estatal de Proteção Ambiental, refletindo a importância dada pelo governo sobre a questão da proteção ambiental. O governo chinês reconhece que a situação ambiental da China é péssima, e que o aumento da poluição da água e do ar, além do desmatamento e da desertificação, irá ameaçar a base do desenvolvimento econômico chinês. Em 1999, a China investiu mais de 1% do seu PIB na proteção ambiental.
Nos últimos anos, a China fortaleceu a sua legislação ambiental e fez alguns progressos na contenção da deterioração ambiental. No seu décimo plano econômico de cinco anos (2001-2005), a China planejou reduzir em 10% as suas emissões totais. Particularmente, a capital, Pequim, investiu fortemente no controle de poluição para sediar os Jogos Olímpicos de Verão de 2008. Em 2005, a China aderiu à Parceria Ásia-Pacífico de Desenvolvimento Limpo, que reunião representantes governamentais e industriais para implementar estratégias para reduzir a poluição, e consequentemente a mudança do clima. Já há resultados concretos em algumas cidades da China sobre a poluição do ar.
Durante o início de 2007, a Agência Estatal de Proteção Ambiental anunciou 82 projetos, com investimentos totais estimados em 112 bilhões de yuans, que acharam sérias brechas nas leis de avaliação e de regulação do impacto ambiental sobre a integração de medidas de segurança e saúde pública. A China é um participante ativo nos diálogos internacionais sobre a mudança do clima e em outras negociações ambientais multilaterais em organizações como o Programa das Nações Unidas para o Meio Ambiente (PNUMA). Devido ao sério programa chinês de combate ao impacto ambiental, os países desenvolvidos designaram a China para ajudar a aliviar a situação ambientais de países em desenvolvimento. O país é um signatário da Convenção de Basileia, que guia o transporte e a disposição correta do lixo tóxico, além de ser signatário no Protocolo de Montreal de Proteção à Camada de Ozônio, do Protocolo de Quioto, da Convenção do Comércio Internacional sobre Animais Ameaçados de Extinção, além de outros importantes acordos ambientais internacionais.
A China é um importante participante da Parceria da Ásia e do Pacífico de Desenvolvimento Limpo e Clima (APP). A APP é uma parceria público-privada constituída por seis países - Austrália, Índia, China, Coreia do Sul e Estados Unidos - que exploram novos mecanismos para reunir as conquistas já realizadas com a mitigação da poluição, além de conquistas na área de segurança energética e do clima, para encaminhá-las nas tentativas de se reduzir a pobreza e de promover o crescimento econômico. Os membros do APP empreenderam atividade cooperativas de uso da tecnologia limpa nos países-parceiros em oito áreas: energia fóssil mais limpa, energia renovável e distribuição geográfica da geração deste tipo de energia, além da geração de eletricidade, da fabricação de aço, alumínio, cimento, da extração de carvão mineral e das construções e aplicações.
Os Estados Unidos e a China estão engajados num programa bilateral de cooperação ambiental desde meados da década de 1990, com ênfase na produção de tecnologia de energia limpa e no projeto de uma política ambiental mais eficiente. O Fórum Sino-americano do Meio-Ambiente e Desenvolvimento, co-dirigido pelo vice-presidente dos Estados Unidos da América e pelo premier da China, tem sido o principal veículo de uma ativo programa bilateral de cooperação ambiental desde a sua concepção, em 1997. Apesar das revisões positivas das conclusões do fórum de ambos os lados, a China frequentemente compara a política ambiental dos Estados Unidos, que não tem assistência estrangeira, com aqueles do Japão e de vários países da União Europeia, que incluem grandiosas quantidades de ajuda.